# Judith (альбом)
Judith — десятый студийный альбом американской певицы Джуди Коллинз, выпущенный 17 марта 1975 года на лейбле Elektra Records.

## Об альбоме
Коллинз приступила к записи этого диска через три года после релиза её прошлого студийника True Stories and Other Dreams, сосредоточившись в течение промежуточного периода на производстве документального фильма об Антонии Брико. Продюсером альбома стал Ариф Мардин.
В альбоме представлены песни Стива Гудмана, Дэнни О’Кифа, Венди Уолдман, Джимми Уэбба, The Rolling Stones и стандарт 1930-х годов «Brother, Can You Spare a Dime?», а также три собственные композиции Коллинз «Houses», «Song for Duke» и «Born to the Breed».
Самой популярной песней из альбома стала кавер-версия песни Стивена Сондхайма «Send In the Clowns», за которую Коллинз была номинирована на премию «Грэмми» в категории «Лучшее женское вокальное поп-исполнение», всё на той же премии она также была признана «Лучшей песней года». Выпущенная как сингл в 1975 году она достигла пика на 36-м месте в чарте Billboard Hot 100, а затем снова вошла в чарт в 1977 году, достигнув 19-го места; в общей сложности она провела в этом чарте двадцать семь недель.
Альбом достиг 17-го места в чарте Billboard Top LPs & Tape, пробыв в нём в общей сложности более полугода (34 недели). По итогам года это позволило пластинке подняться на 27-ю строчку в списке ста самых популярных альбомов США. В 1975 году Американская ассоциация звукозаписывающих компаний присвоила ему золотой статус за 500 000 проданных копий, а в 1996 году — платиновый за 1 000 000. Альбом также вошёл в чарт Австралии, заняв 19-е место, и Великобритании, став седьмым. На сегодняшний день это самый продаваемый альбом певицы.

## Отзывы критиков
Пол Эванс в своём обзоре для The Rolling Stone Album Guide отмечал, что, возможно, это самый доступный и разнообразный альбом, но он также знаменовал поворот к простым приятностям будущих записей.

## Список композиций
| №  | Название                       | Автор(ы)        | Длительность |
| -- | ------------------------------ | --------------- | ------------ |
| 1. | «The Moon Is a Harsh Mistress» | Джимми Уэбб     | 2:59         |
| 2. | «Angel Spread Your Wings»      | Дэнни О’Киф     | 3:05         |
| 3. | «Houses»                       | Джуди Коллинз   | 4:32         |
| 4. | «The Lovin’ of the Game»       | Пэт Грейви      | 3:03         |
| 5. | «Song for Duke»                | Джуди Коллинз   | 3:33         |
| 6. | «Send In the Clowns»           | Стивен Сондхейм | 3:57         |

| №  | Название                         | Автор(ы)                 | Длительность |
| -- | -------------------------------- | ------------------------ | ------------ |
| 1. | «Salt of the Earth»              | Мик Джаггер, Кит Ричардс | 3:59         |
| 2. | «Brother, Can You Spare a Dime?» | Йип Харбург, Джей Горни  | 3:13         |
| 3. | «City of New Orleans»            | Стив Гудман              | 4:07         |
| 4. | «I’ll Be Seeing You»             | Сэмми Фэйн, Ирвинг Кахал | 3:44         |
| 5. | «Pirate Ships»                   | Венди Уолдман            | 2:42         |
| 6. | «Born to the Breed»              | Джуди Коллинз            | 4:45         |

## Участники записи
| Музыканты: - Джуди Коллинз — вокал, гитара, фортепиано - Джордж Мардж — английский рожок, флейта, блокфлейта - Билл Слэпин — альтовая флейта - Ромео Пенке — флейта, бас-флейта - Эмануэль Варди — альт - Джин Орлофф — скрипка - Кеннет Ашер — электрическое пианино - Хью МакКракен — гитара - Дэвид Спиноза — гитара - Стив Берг — гитара - Чарли Браун — гитара - Стив Гудман — гитара - Тони Левин — бас - Стив Гэдд — ударные - Ральф Макдональд — ударные - Кеннет Бичел — синтезатор ARP - Эрик Вейсберг — бас, гитара, слайд-гитара, добро - Пэт Ребиллот — орган, электропианино | Музыканты: - Пол Гриффин — орган, электропианино - Дон Брукс — губная гармошка - Артур Кларк — валторна - Селдон Пауэлл — валторна - Тони Стадд — валторна - Фрэнк Уэсс — валторна - Рэнди Брекер — валторна - Гарнетт Браун — валторна - Стив Гудман — бэк-вокал - Денвер Коллинз — бэк-вокал - Сисси Хьюстон — бэк-вокал - Сильвия Шемвелл — бэк-вокал - Юнис Петерсон — бэк-вокал - Эрик Вайсберг — бэк-вокал - Корки Хейл — губная гармошка, арфа - Дом Кортес — аккордеон - Джордж Риччи — виолончель |

Технический персонал:
- Ариф Мардин — продюсер, аранжировщик, дирижёр (все песни, кроме «Houses», «Send In the Clowns» and «I’ll Be Seeing You»)
- Джонатан Туник[англ.] — аранжировщик, дирижёр (песни «Houses», «Send In the Clowns» and «I’ll Be Seeing You»)
- Фил Рамон — звукорежиссёр
- Гленн Бергер — ассистент звукорежиссёра
- Глен Кристенсен — арт-директор
- Дэвид Ларкхэм — дизайн
- Рон Вонг — дизайн
- Франческо Скавулло — фотография

## Позиции в хит-парадах
| Хит-парад (1975)                 | Высшая позиция | Пребывание |
| -------------------------------- | -------------- | ---------- |
| Австралия (Kent Music Report)    | 19             | нет данных |
| Великобритания (UK Albums Chart) | 7              | 12 недель  |
| США (Billboard 200)              | 17             | 34 недели  |

| Хит-парад (1975)                   | Позиция |
| ---------------------------------- | ------- |
| Канада (RPM Year-End)              | 73      |
| США (Billboard Top Popular Albums) | 27      |

## Сертификации и продажи
| Регион                                                      | Сертификация | Продажи    |
| ----------------------------------------------------------- | ------------ | ---------- |
| США (RIAA)                                                  | Платиновый   | 1 000 000^ |
| ^ Данные о тиражах приведены только на основе сертификации. |              |            |